# クラウス＝ディーター・クラート
クラウス＝ディーター・クラート（Klaus-Dieter Kurrat、1955年1月16日 ‐ ）は、東ドイツ・ナウエン出身の元陸上競技選手。専門は短距離走。1976年モントリオールオリンピック男子4×100mリレーの銀メダリストである。

## 経歴
1976年、モントリオールオリンピックに出場し、男子100mで7位に入った。この種目ではドイツ勢9人目のファイナリストであり、東ドイツ勢では初の快挙だった。なお、これを最後にオリンピック男子100mでドイツ人ファイナリストは誕生していない。男子4×100mリレーでは東ドイツチームの3走（1走Manfred Kokot、2走Jörg Pfeifer、4走Alexander Thieme）を務めて銀メダル獲得に貢献した。

## 自己ベスト
- 記録欄の（　）内の数字は風速（m/s）で、+は追い風を意味する。

| 種目 | 記録           | 年月日        | 場所                         | 備考 |
| 屋外 | 屋外           | 屋外          | 屋外                         | 屋外 |
| ---- | -------------- | ------------- | ---------------------------- | ---- |
| 100m | 10秒22（+0.5） | 1976年8月6日  | カール＝マルクス＝シュタット |      |
| 室内 |                |               |                              |      |
| 60m  | 6秒62          | 1977年2月19日 | ソフィア                     |      |

## 主要大会成績
- 備考欄の記録は当時のもの

| 年       | 大会                          | 場所                 | 種目     | 結果     | 記録           | 備考     |
| 東ドイツ | 東ドイツ                      | 東ドイツ             | 東ドイツ | 東ドイツ | 東ドイツ       | 東ドイツ |
| -------- | ----------------------------- | -------------------- | -------- | -------- | -------------- | -------- |
| 1973     | ヨーロッパジュニア選手権 (en) | デュースブルク       | 100m     | 優勝     | 10秒42（-2.5） |          |
| 1973     | ヨーロッパジュニア選手権 (en) | デュースブルク       | 200m     | 優勝     | 21秒01（+0.6） |          |
| 1973     | ヨーロッパジュニア選手権 (en) | デュースブルク       | 4x100mR  | 優勝     | 40秒03（3走）  |          |
| 1976     | オリンピック                  | モントリオール       | 100m     | 7位      | 10秒31（0.0）  |          |
| 1976     | オリンピック                  | モントリオール       | 4x100mR  | 2位      | 38秒66（3走）  |          |
| 1977     | ヨーロッパ室内選手権 (en)     | サン・セバスティアン | 60m      | 4位      | 6秒69          |          |
| 1979     | ヨーロッパ室内選手権 (en)     | ウィーン             | 60m      | 5位      | 6秒67          |          |
| 1979     | ワールドカップ (en)           | モントリオール       | 4x100mR  | 4位      | 38秒86（1走）  |          |
| 1980     | オリンピック                  | モスクワ             | 100m     | 2次予選  | 10秒54         |          |

## オリンピック男子100mのドイツ人ファイナリスト
| 年   | 大会           | 選手                           | 結果 | 備考         | 脚注  |
| ---- | -------------- | ------------------------------ | ---- | ------------ | ----- |
| 1896 | アテネ         | フリッツ・ホフマン             | 2位  |              | [ 1 ] |
| 1928 | アムステルダム | ゲオルク・ラマーズ             | 3位  |              | [ 1 ] |
| 1932 | ロサンゼルス   | アルトゥール・ヨナート         | 3位  |              | [ 1 ] |
| 1936 | ベルリン       | エーリッヒ・ボルフマイヤー     | 5位  |              | [ 1 ] |
| 1956 | メルボルン     | マンフレート・ゲルマー         | 5位  | 西ドイツ代表 | [ 1 ] |
| 1960 | ローマ         | アルミン・ハリー               | 優勝 | 西ドイツ代表 | [ 1 ] |
| 1964 | 東京           | ハインツ・シューマン           | 5位  | 西ドイツ代表 | [ 1 ] |
| 1972 | ミュンヘン     | ヨープスト・ヒルシュト         | 6位  | 西ドイツ代表 | [ 1 ] |
| 1976 | モントリオール | クラウス＝ディーター・クラート | 7位  | 東ドイツ代表 | [ 1 ] |